# Hungarian Ladies Open 2019
Hungarian Ladies Open 2019 byl tenisový turnaj pořádaný jako součást ženského okruhu WTA Tour, který se odehrával na dvorcích s tvrdým povrchem Rebound Ace v BOK Hall komplexu Sportovního a kongresového centra Syma. Probíhal mezi 18. a 24. únorem 2019 v maďarské metropoli Budapešti jako dvacátý třetí ročník turnaje.
Událost s rozpočtem 250 000 dolarů patřila do kategorie WTA International. Nejvýše nasazenou hráčkou ve dvouhře se stala obhájkyně trofeje a padesátá žena klasifikace[Alison Van Uytvancková. Jako poslední přímá účastnice do dvouhry nastoupila 122. hráčka žebříčku Nizozemka Arantxa Rusová.
Třetí singlový titul na okruhu WTA Tour a první obhájený získala Belgičanka Alison Van Uytvancková. Premiérovou společnou trofej ze čtyřhry si odvezla ruská dvojice Jekatěrina Alexandrovová a Věra Zvonarevová.

## Distribuce bodů a finančních odměn

### Distribuce bodů
| Soutěž  | vítězky | finalistky | semifinalistky | čtvrtfinalistky | 16 v kole | 32 v kole | Q  | Q2 | Q1 |
| ------- | ------- | ---------- | -------------- | --------------- | --------- | --------- | -- | -- | -- |
| dvouhra | 280     | 180        | 110            | 60              | 30        | 1         | 18 | 12 | 1  |
| čtyřhra | 280     | 180        | 110            | 60              | 1         | —         | —  | —  | —  |

### Finanční odměny
| dvouhra                               | $43 000 | $21 400 | $11 500 | $6 175 | $3 400 | $2 100 | $1 020 | $600 |
| čtyřhra                               | $12 300 | $6 400  | $3 435  | $1 820 | $960   | —      | —      | —    |
| částky ve čtyřhře jsou uváděny na pár |         |         |         |        |        |        |        |      |

## Ženská dvouhra

### Nasazení
| Stát                          | Hráčka                   | WTA | Nasazení |
| ----------------------------- | ------------------------ | --- | -------- |
| Belgie                        | Alison Van Uytvancková   | 50. | 1.       |
| Belgie                        | Kirsten Flipkensová      | 53. | 2.       |
| Francie                       | Pauline Parmentierová    | 55. | 3.       |
| Srbsko                        | Aleksandra Krunićová     | 57. | 4.       |
| Rusko                         | Jekatěrina Alexandrovová | 65. | 5.       |
| Německo                       | Andrea Petkovicová       | 68. | 6.       |
| Švédsko                       | Johanna Larssonová       | 71. | 7.       |
| Česko                         | Markéta Vondroušová      | 72. | 8.       |
| Žebříček WTA k 11. únoru 2019 |                          |     |          |

### Jiné formy účasti
Následující hráčky obdržely divokou kartu do hlavní soutěže:
- Anna Bondárová
- Ana Konjuhová
- Fanny Stollárová

Následující hráčky si zajistily postup do hlavní soutěže v kvalifikaci:
- Gréta Arnová
- Ysaline Bonaventureová
- Georgina Garcíaová Pérezová
- Tereza Smitková
- Iga Świąteková
- Natalja Vichljancevová

Následující hráčka postoupila z kvalifikace jako tzv. šťastná poražená: 
- Viktorija Tomovová

### Odhlášení
před zahájením turnaje
- Kirsten Flipkensová → nahradila ji  Viktorija Tomovová
- Margarita Gasparjanová → nahradila ji  Kateryna Kozlovová
- Tatjana Mariová → nahradila ji  Anna Blinkovová
- Magdaléna Rybáriková → nahradila ji  Olga Danilovićová
- Anna Karolína Schmiedlová → nahradila ji  Fiona Ferrová

### Nasazení
| Stát                                                                      | Hráčka                | Stát               | Hráčka               | WTA  | Nasazení |
| ------------------------------------------------------------------------- | --------------------- | ------------------ | -------------------- | ---- | -------- |
| Belgie                                                                    | Kirsten Flipkensová   | Švédsko            | Johanna Larssonová   | 70.  | 1.       |
| Rumunsko                                                                  | Irina-Camelia Beguová | Kazachstán         | Galina Voskobojevová | 100. | 2.       |
| Maďarsko                                                                  | Fanny Stollárová      | Spojené království | Heather Watsonová    | 123. | 3.       |
| Austrálie                                                                 | Jessica Mooreová      | Rusko              | Alexandra Panovová   | 137. | 4.       |
| Žebříček WTA k 11. únoru 2019; číslo je součtem umístění obou členek páru |                       |                    |                      |      |          |

### Jiné formy účasti
Následující páry získaly do soutěže divokou kartu:
- Anna Bondárová /  Dalma Gálfiová
- Réka Luca Janiová /  Cornelia Listerová

### Odhlášení
- Kirsten Flipkensová (viróza)

## Přehled finále

### Ženská dvouhra
- Alison Van Uytvancková vs.  Markéta Vondroušová, 1–6, 7–5, 6–2

### Ženská čtyřhra
- Jekatěrina Alexandrovová /  Věra Zvonarevová vs.  Fanny Stollárová /  Heather Watsonová, 6–4, 4–6, [10–7]